# Großsteingrab Elagergård
Das Großsteingrab Elagergård war eine megalithische Grabanlage der jungsteinzeitlichen Nordgruppe der Trichterbecherkultur im Kirchspiel Vejby in der dänischen Kommune Gribskov. Es wurde im 19. Jahrhundert zerstört.

## Lage
Das Grab lag auf einem Feld zwischen Mønge Huse, Ellegård und Geddersbrogård.

## Forschungsgeschichte
In den Jahren 1886 und 1937 führten Mitarbeiter des Dänischen Nationalmuseums Dokumentationen der Fundstelle durch. 1886 war nur noch die Hügelschüttung erhalten, die Grabkammer aber bereits zerstört. Der damalige Besitzer des Felds berichtete von Funden. Der Bericht von 1937 enthält keine genaueren Angaben zum Zustand der Anlage; möglicherweise war sie zu dieser Zeit bereits restlos abgetragen.

## Beschreibung

### Architektur
Die Anlage besaß eine längliche, ost-westlich orientierte Hügelschüttung, deren genaue Form und Maße nicht überliefert sind. Die Grabkammer ist als Urdolmen anzusprechen. Zu ihrer Orientierung und ihren Maßen liegen keine Angaben vor. Die Kammer bestand aus jeweils einem größeren Wandstein an den Langseiten, je einem kleineren Abschlussstein an den Schmalseiten und einem Deckstein.

### Funde
Der damalige Hofbesitzer fand um 1886 ein Keramikgefäß mit verbrannten Knochen, möglicherweise eine Nachbestattung aus jüngerer Zeit. Beim Pflügen wurden später am Standort des Grabes zwei Feuerstein-Beile gefunden. Vermutlich stammen von hier auch eine Schaftlochaxt und ein spitznackiges Beil aus grünem Gestein.